# Port lotniczy Osijek
Port lotniczy Osijek (IATA: OSI, ICAO: LDOS) – port lotniczy położony 20 km na południowy wschód od centrum Osijeka w Chorwacji.

## Linie lotnicze i połączenia
| Linia lotnicza   | Kierunek                                                    |
| ---------------- | ----------------------------------------------------------- |
| Croatia Airlines | 1. Monachium Sezonowo: 1. Dubrownik 2. Split                |
| Ryanair          | Sezonowo: 1. Londyn-Stansted                                |
| Trade Air        | 1. Dubrownik 2. Pula 3. Rijeka 4. Split 5. Zadar 6. Zagrzeb |